# 卡斯特隆伊什 (法马利康新镇)
卡斯特隆伊什（Castelões)）是葡萄牙布拉加区的一个堂区。总面积3.6平方公里，总人口1746人，人口密度485人/平方公里。